# Spiritbox/Diskografie
Diese Diskografie ist eine Übersicht über die musikalischen Werke der kanadischen Metalband Spiritbox. Ihre erfolgreichste Veröffentlichung ist das Debütalbum Eternal Blue, das zum weltweiten Chartalbum avancierte.

## Alben

### Studioalben
| Jahr | Titel Musiklabel                     | Höchstplatzierung, Gesamtwochen, AuszeichnungChartplatzierungen (Jahr, Titel, Musiklabel, Platzierungen, Wochen, Auszeichnungen, Anmerkungen) | Höchstplatzierung, Gesamtwochen, AuszeichnungChartplatzierungen (Jahr, Titel, Musiklabel, Platzierungen, Wochen, Auszeichnungen, Anmerkungen) | Höchstplatzierung, Gesamtwochen, AuszeichnungChartplatzierungen (Jahr, Titel, Musiklabel, Platzierungen, Wochen, Auszeichnungen, Anmerkungen) | Höchstplatzierung, Gesamtwochen, AuszeichnungChartplatzierungen (Jahr, Titel, Musiklabel, Platzierungen, Wochen, Auszeichnungen, Anmerkungen) | Höchstplatzierung, Gesamtwochen, AuszeichnungChartplatzierungen (Jahr, Titel, Musiklabel, Platzierungen, Wochen, Auszeichnungen, Anmerkungen) | Höchstplatzierung, Gesamtwochen, AuszeichnungChartplatzierungen (Jahr, Titel, Musiklabel, Platzierungen, Wochen, Auszeichnungen, Anmerkungen) | Höchstplatzierung, Gesamtwochen, AuszeichnungChartplatzierungen (Jahr, Titel, Musiklabel, Platzierungen, Wochen, Auszeichnungen, Anmerkungen) | Anmerkungen                              |
| Jahr | Titel Musiklabel                     | DE | AT | CH | UK | US | Rock | CA | Anmerkungen                              |
| ---- | ------------------------------------ | --- | --- | --- | --- | --- | --- | --- | ---------------------------------------- |
| 2021 | Eternal Blue Pale Chord Music (Rise) | DE17 (2 Wo.)DE | AT40 (1 Wo.)AT | CH50 (1 Wo.)CH | UK19 (1 Wo.)UK | US13 (1 Wo.)US | Rock1 (1 Wo.)Rock | CA9 (1 Wo.)CA | Erstveröffentlichung: 17. September 2021 |
| 2025 | Tsunami Sea Pale Chord Music (Rise)  | DE12 (1 Wo.)DE | AT10 (1 Wo.)AT | CH21 (1 Wo.)CH | UK17 (1 Wo.)UK | US26 (… Wo.)US | Rock2 (… Wo.)Rock | — | Erstveröffentlichung: 7. März 2025       |

### EPs
| Jahr | Titel Musiklabel                           | Höchstplatzierung, Gesamtwochen, AuszeichnungChartplatzierungen (Jahr, Titel, Musiklabel, Platzierungen, Wochen, Auszeichnungen, Anmerkungen) | Höchstplatzierung, Gesamtwochen, AuszeichnungChartplatzierungen (Jahr, Titel, Musiklabel, Platzierungen, Wochen, Auszeichnungen, Anmerkungen) | Höchstplatzierung, Gesamtwochen, AuszeichnungChartplatzierungen (Jahr, Titel, Musiklabel, Platzierungen, Wochen, Auszeichnungen, Anmerkungen) | Höchstplatzierung, Gesamtwochen, AuszeichnungChartplatzierungen (Jahr, Titel, Musiklabel, Platzierungen, Wochen, Auszeichnungen, Anmerkungen) | Höchstplatzierung, Gesamtwochen, AuszeichnungChartplatzierungen (Jahr, Titel, Musiklabel, Platzierungen, Wochen, Auszeichnungen, Anmerkungen) | Höchstplatzierung, Gesamtwochen, AuszeichnungChartplatzierungen (Jahr, Titel, Musiklabel, Platzierungen, Wochen, Auszeichnungen, Anmerkungen) | Höchstplatzierung, Gesamtwochen, AuszeichnungChartplatzierungen (Jahr, Titel, Musiklabel, Platzierungen, Wochen, Auszeichnungen, Anmerkungen) | Anmerkungen                            |
| Jahr | Titel Musiklabel                           | DE | AT | CH | UK | US | Rock | CA | Anmerkungen                            |
| ---- | ------------------------------------------ | --- | --- | --- | --- | --- | --- | --- | -------------------------------------- |
| 2017 | Spiritbox Consumer Records (Rise)          | — | — | — | — | — | — | — | Erstveröffentlichung: 27. Oktober 2017 |
| 2019 | Singles Collection Pale Chord Music (Rise) | — | — | — | — | — | — | — | Erstveröffentlichung: April 2019       |
| 2022 | Rotoscope Pale Chord Music (Rise)          | — | — | — | — | — | — | — | Erstveröffentlichung: 22. Juni 2022    |
| 2023 | The Fear of Fear Pale Chord Music (Rise)   | — | — | — | — | US116 (1 Wo.)US | Rock20 (1 Wo.)Rock | — | Erstveröffentlichung: 3. November 2023 |

## Singles

### Als Leadmusiker
| Jahr | Titel Album                       | Höchstplatzierung, Gesamtwochen, AuszeichnungChartplatzierungen (Jahr, Titel, Album, Platzierungen, Wochen, Auszeichnungen, Anmerkungen) | Höchstplatzierung, Gesamtwochen, AuszeichnungChartplatzierungen (Jahr, Titel, Album, Platzierungen, Wochen, Auszeichnungen, Anmerkungen) | Höchstplatzierung, Gesamtwochen, AuszeichnungChartplatzierungen (Jahr, Titel, Album, Platzierungen, Wochen, Auszeichnungen, Anmerkungen) | Höchstplatzierung, Gesamtwochen, AuszeichnungChartplatzierungen (Jahr, Titel, Album, Platzierungen, Wochen, Auszeichnungen, Anmerkungen) | Höchstplatzierung, Gesamtwochen, AuszeichnungChartplatzierungen (Jahr, Titel, Album, Platzierungen, Wochen, Auszeichnungen, Anmerkungen) | Höchstplatzierung, Gesamtwochen, AuszeichnungChartplatzierungen (Jahr, Titel, Album, Platzierungen, Wochen, Auszeichnungen, Anmerkungen) | Höchstplatzierung, Gesamtwochen, AuszeichnungChartplatzierungen (Jahr, Titel, Album, Platzierungen, Wochen, Auszeichnungen, Anmerkungen) | Anmerkungen                              |
| Jahr | Titel Album                       | DE | AT | CH | UK | US | Rock | CA | Anmerkungen                              |
| ---- | --------------------------------- | --- | --- | --- | --- | --- | --- | --- | ---------------------------------------- |
| 2018 | Perennial Singles Collection      | — | — | — | — | — | — | — | Erstveröffentlichung: 21. September 2018 |
| 2018 | Electric Cross Singles Collection | — | — | — | — | — | — | — | Erstveröffentlichung: 12. Oktober 2018   |
| 2018 | Trust Fall Singles Collection     | — | — | — | — | — | — | — | Erstveröffentlichung: 16. November 2018  |
| 2019 | Belcarra Singles Collection       | — | — | — | — | — | — | — | Erstveröffentlichung: 15. Februar 2019   |
| 2019 | Rule of Nines –                   | — | — | — | — | — | — | — | Erstveröffentlichung: 29. November 2019  |
| 2020 | Blessed Be –                      | — | — | — | — | — | — | — | Erstveröffentlichung: 28. Februar 2020   |
| 2020 | Holy Roller Eternal Blue          | — | — | — | — | — | — | — | Erstveröffentlichung: 3. Juli 2020       |
| 2020 | Constance Eternal Blue            | — | — | — | — | — | — | — | Erstveröffentlichung: 4. Dezember 2020   |
| 2021 | Circle with Me Eternal Blue       | — | — | — | — | — | Rock50 (1 Wo.)Rock | — | Erstveröffentlichung: 30. April 2021     |
| 2021 | Secret Garden Eternal Blue        | — | — | — | — | — | — | — | Erstveröffentlichung: 24. Mai 2021       |
| 2021 | Hurt You Eternal Blue             | — | — | — | — | — | — | — | Erstveröffentlichung: 20. August 2021    |
| 2022 | Rotoscope                         | — | — | — | — | — | — | — | Erstveröffentlichung: 22. Juni 2022      |
| 2023 | The Void The Fear of Fear         | — | — | — | — | — | — | — | Erstveröffentlichung: 19. April 2023     |
| 2023 | Jaded The Fear of Fear            | — | — | — | — | — | — | — | Erstveröffentlichung: 25. August 2023    |
| 2023 | Cellar Door The Fear of Fear      | — | — | — | — | — | — | — | Erstveröffentlichung: 13. Oktober 2023   |
| 2024 | Soft Spine Tsunami Sea            | — | — | — | — | — | — | — | Erstveröffentlichung: 5. September 2024  |
| 2024 | Perfect Soul Tsunami Sea          | — | — | — | — | — | — | — | Erstveröffentlichung: 5. September 2024  |
| 2025 | No Loss, No Love Tsunami Sea      | — | — | — | — | — | — | — | Erstveröffentlichung: 7. Februar 2025    |

### Als Gastmusiker
| Jahr | Titel Album          | Höchstplatzierung, Gesamtwochen, AuszeichnungChartplatzierungen (Jahr, Titel, Album, Platzierungen, Wochen, Auszeichnungen, Anmerkungen) | Höchstplatzierung, Gesamtwochen, AuszeichnungChartplatzierungen (Jahr, Titel, Album, Platzierungen, Wochen, Auszeichnungen, Anmerkungen) | Höchstplatzierung, Gesamtwochen, AuszeichnungChartplatzierungen (Jahr, Titel, Album, Platzierungen, Wochen, Auszeichnungen, Anmerkungen) | Höchstplatzierung, Gesamtwochen, AuszeichnungChartplatzierungen (Jahr, Titel, Album, Platzierungen, Wochen, Auszeichnungen, Anmerkungen) | Höchstplatzierung, Gesamtwochen, AuszeichnungChartplatzierungen (Jahr, Titel, Album, Platzierungen, Wochen, Auszeichnungen, Anmerkungen) | Höchstplatzierung, Gesamtwochen, AuszeichnungChartplatzierungen (Jahr, Titel, Album, Platzierungen, Wochen, Auszeichnungen, Anmerkungen) | Höchstplatzierung, Gesamtwochen, AuszeichnungChartplatzierungen (Jahr, Titel, Album, Platzierungen, Wochen, Auszeichnungen, Anmerkungen) | Anmerkungen                                                                |
| Jahr | Titel Album          | DE | AT | CH | UK | US | Rock | CA | Anmerkungen                                                                |
| ---- | -------------------- | --- | --- | --- | --- | --- | --- | --- | -------------------------------------------------------------------------- |
| 2022 | Shivering Illenium   | — | — | — | — | — | Rock48 (… Wo.)Rock | — | Erstveröffentlichung: 13. Mai 2022 Illenium feat. Spiritbox                |
| 2023 | Cobra (Rock Remix) – | — | — | — | — | — | Rock47 (… Wo.)Rock | — | Erstveröffentlichung: 9. November 2023 Megan Thee Stallion feat. Spiritbox |
| 2024 | TVG Megan: Act II    | — | — | — | — | — | — | — | Erstveröffentlichung: 24. Oktober 2024 Megan Thee Stallion feat. Spiritbox |

## Musikvideos
| Jahr | Titel                | Regie                    |
| ---- | -------------------- | ------------------------ |
| 2018 | Perennial            | Dylan Hryciuk            |
| 2018 | Electric Cross       |                          |
| 2019 | Belcarra             |                          |
| 2019 | Bleach Bath          | Dylan Hryciuk            |
| 2019 | Rule of Nines        |                          |
| 2020 | Blessed Be           |                          |
| 2020 | Holy Roller          |                          |
| 2020 | Constance            | Dylan Hryciuk            |
| 2021 | Circle with Me       | Orie McGinness           |
| 2021 | Secret Garden        | Jensen Noen              |
| 2021 | Hurt You             | Dylan Hryciuk            |
| 2022 | Rotoscope            | Max Moore                |
| 2023 | Jaded                | Caleb Mallery            |
| 2023 | Cellar Door          | Orie McGinness           |
| 2023 | Ultraviolet          | Dylan Hryciuk            |
| 2023 | Angel Eyes           | Orie McGinness           |
| 2023 | Too Close / Too Late | Orie McGinness           |
| 2024 | Soft Spine           | Orie McGinness           |
| 2024 | Perfect Soul         | Dylan Hryciuk            |
| 2025 | No Loss, No Love     | Max Moore, Mike Stringer |
| 2025 | My Queen             | Deathcats                |

## Sonderveröffentlichungen
| Jahr | Titel Album          | Anmerkungen                                                                |
| ---- | -------------------- | -------------------------------------------------------------------------- |
| 2023 | Shivering Illenium   | Erstveröffentlichung: 28. April 2023 Illenium feat. Spiritbox              |
| 2024 | TVG Megan: Act II    | Erstveröffentlichung: 25. Oktober 2024 Megan Thee Stallion feat. Spiritbox |
| 2025 | My Queen Metal Forth | Erstveröffentlichung: 8. August 2025 Babymetal feat. Spiritbox             |

## Statistik

### Chartauswertung
|                     | DE    | AT    | CH    | UK    | US    | Rock      | CA    |
| ------------------- | ----- | ----- | ----- | ----- | ----- | --------- | ----- |
| Nummer-eins-Alben   | DE—DE | AT—AT | CH—CH | UK—UK | US—US | Rock1Rock | CA—CA |
| Top-10-Alben        | DE—DE | AT1AT | CH—CH | UK—UK | US—US | Rock1Rock | CA1CA |
| Alben in den Charts | DE2DE | AT2AT | CH2CH | UK2UK | US3US | Rock3Rock | CA1CA |

|                       | DE    | AT    | CH    | UK    | US    | Rock      | CA    |
| --------------------- | ----- | ----- | ----- | ----- | ----- | --------- | ----- |
| Nummer-eins-Singles   | DE—DE | AT—AT | CH—CH | UK—UK | US—US | Rock—Rock | CA—CA |
| Top-10-Singles        | DE—DE | AT—AT | CH—CH | UK—UK | US—US | Rock—Rock | CA—CA |
| Singles in den Charts | DE—DE | AT—AT | CH—CH | UK—UK | US—US | Rock3Rock | CA—CA |